# さらしなにっき
『さらしなにっき』（さらしなにっき）は、栗本薫のSF短編集。また、その表題作である短編小説。

## 概要
「S-Fマガジン」誌に掲載されたものを中心とするSF作品8編による短編集。1994年8月に早川書房よりハヤカワ文庫として発行された。シリアスなものからコメディまで、幅広い作風の作品が収められている。
それぞれの収録作品の末尾には、作者自身による作品解説が添えられており、影響を受けた作家・作品など、それぞれの作品の成り立ちなどについて知ることができる。
収録作品のうち、「さらしなにっき」、「走馬灯」、「パソコン日記」の3編は高い評価を受け、それぞれ早川書房編集部編のアンソロジー『S-Fマガジン・セレクション1983』、『S-Fマガジン・セレクション1988』、『S-Fマガジン・セレクション1990』に収録された。
- ハヤカワ文庫版：1994年8月31日発行 / ISBN 4-15-030407-6

## 収録作品
1. さらしなにっき
初出：『S-Fマガジン』1983年6月号
2. 忘れないで―Forget Me Not
初出：『小説新潮』1982年6月号
3. 峠の茶屋
初出：『S-Fマガジン』1983年9月号
4. ウラシマの帰還
初出：『S-Fマガジン』1983年7月号
5. 走馬灯
初出：『S-Fマガジン』1988年2月号
6. 最後の夏
初出：『小説すばる』1989年7月号
7. パソコン日記
初出：『S-Fマガジン』1990年10月号
8. 隣の宇宙人
初出：『S-Fマガジン』1992年2月号

## ミュージカル『隣の宇宙人』
作者自身の脚本・演出により、収録作品「隣の宇宙人」を原作とするミュージカルが製作され、1999年4月17日～22日にかけて、東京・シアターVアカサカにて上演された。
- 演出・音楽：中島梓
- キャスト
  - 権田原昭一：佐藤昇
  - 権田原ウメ子：くじら
  - 権田原姫子：花木佐千子
  - 権田原玉子：葛城七穂
  - 権田原賢一：原田優一
  - マイアサウラ・ヘロム：石原慎一
  - マイアサウラ・ハムカ：榛名珠利
  - マイアサウラ・ポポコ：矢部貴将
  - カワマタ星人ナマーコ：中山浩
  - ウルドラマンエース：水木竜司
  - クラクラ星人：梅林美人